# Sydlig tiwa

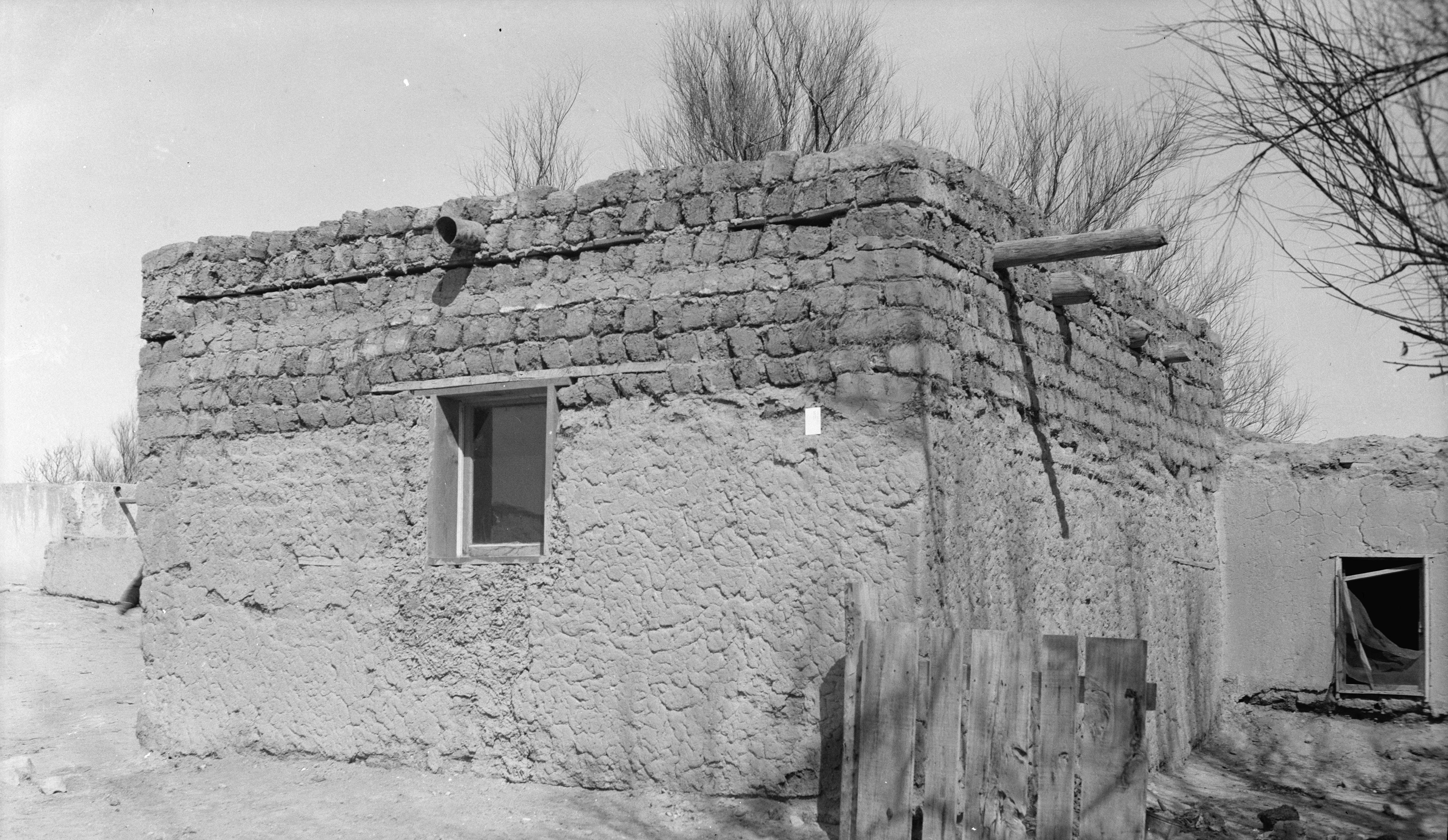
Hus i Isleta Pueblo 1937.

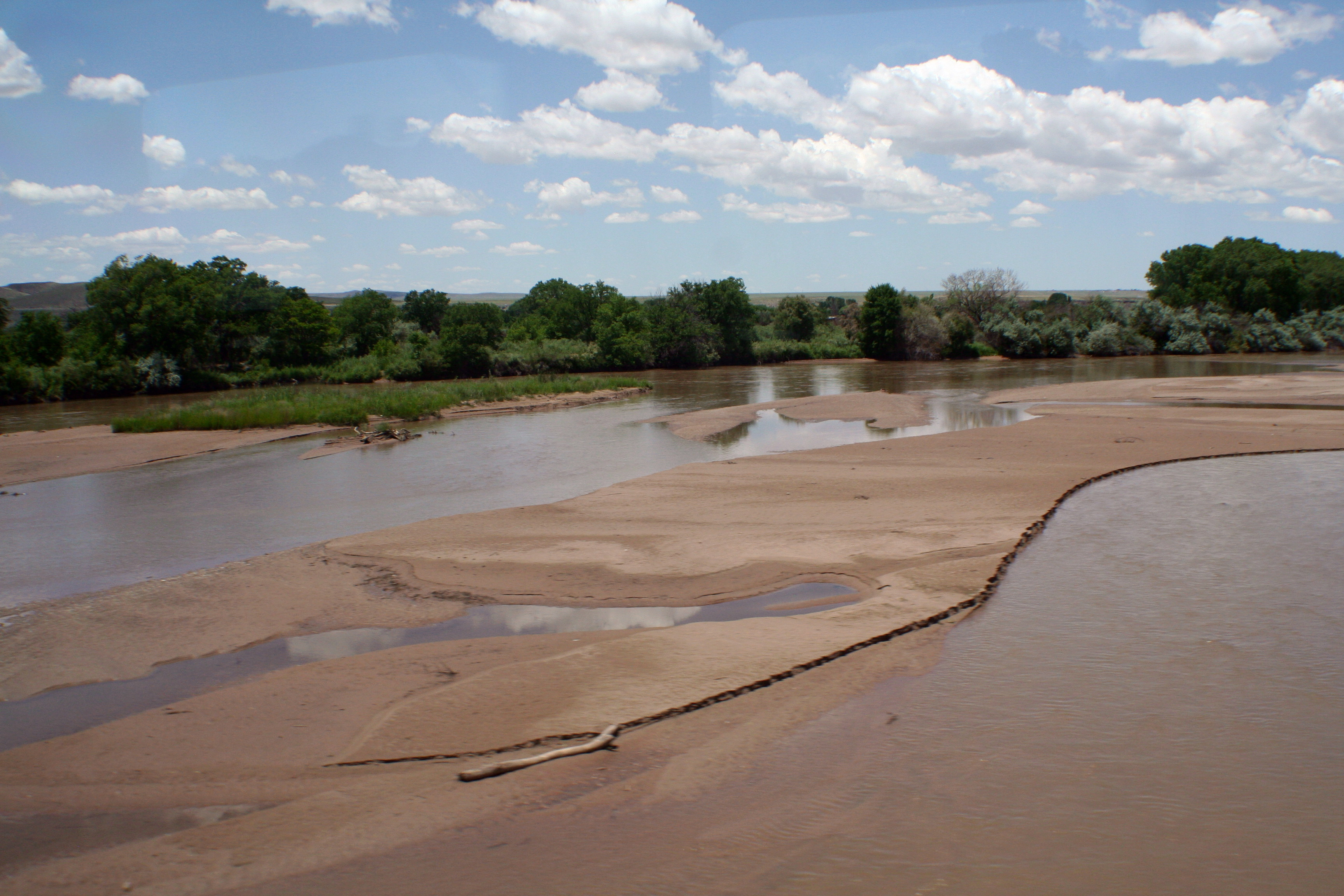
Rio Grande nära Isleta Pueblo.

Sydlig tiwa är ett puebloindianskt folk i sydvästra Förenta Staterna. De talar olika dialekter av sydlig tiwa, som är en varietet av tiwa, ett språk tillhörigt språkfamiljen kiowa-tanoan.
Sydlig tiwa befolkar tre pueblos:
1. Sandía Pueblo, som är belägen ca 24 km norr om Albuquerque. En dialekt av sydlig tiwa talas allmänt.[1] Vid folkräkningen 2000 rapporterade 488 människor att de räknade de sig som helt eller delvis tillhörande eller härstammande från Sandia.[2]
2. Isleta Pueblo, som är belägen ca 21 km söder om Albuquerque består av huvudbyn vid Rio Grande, kallad San Augustín på spanska, och två små uteliggande jordbruksbyar. En dialekt av sydlig tiwa talas allmänt.[3] Vid folkräkningen 2000 rapporterade 4 421 människor att de räknade de sig som helt eller delvis tillhörande eller härstammande från Isleta.[2]
3. Ysleta del Sur Pueblo, som ligger inom El Pasos stadsgräns. Tiguaindianerna som bebor denna pueblo talade tidigare tigua, en dialekt av sydlig tiwa, men har nu spanska som förstaspråk och engelska som andraspråk. Denna pueblo grundades som en tillflyktsort för indianer som inte deltog i pueblorevolten 1680.[2] Vid folkräkningen 2000 rapporterade 2 382 människor att de räknade de sig som helt eller delvis tillhörande tigua.[2]